# Lotaringia
Lotaringia (latín, Lotharii regnum) fue un reino medieval, sucesor del Imperio carolingio. Se le dio este nombre por el rey Lotario II, que recibió este territorio después de que el reino de Francia Media de su padre Lotario I se dividiera entre sus hijos en el tratado de Prüm, 855. El nombre del soberano dio nombre a la zona geográfica, Lotharii regnum ("reino de Lotario") o Lotharingia. Es también usual denominar así al territorio, más amplio, que gobernó su padre Lotario I, que recibe, más propiamente, la denominación de Francia Media. El propio reino de la Francia Media se había formado por otra división anterior, en tres partes, del imperio carolingio, por el tratado de Verdún de 843. El conflicto entre Francia Oriental y Occidental sobre Lotaringia se basó en el hecho de que estas eran las tierras natales de los antiguos francos de Austrasia, así que su posesión otorgaba gran prestigio.
La Lotaringia de Lotario II cubría los actuales territorios de:
- Los Países Bajos
- Bélgica
- Luxemburgo
- en Alemania
  - Renania del Norte-Westfalia
  - Renania-Palatinado
  - Sarre
- en Francia
  - Lorena
  - Alsacia
  - las regiones al este del Ródano, del Saona, del Mosa y del Escalda.

## Nombre
Debido a que Lotaringia carecía de una identidad propia, histórica o étnica, los contemporáneos no estaban seguros de como llamar a este territorio, así que se convirtió en regnum quondam Lotharii o Lotharii regnum ("reino [una vez] de Lotario") y sus habitantes Lotharii (de Lotharius), Lotharienses (de Lothariensis), o Lotharingi (lo que da como resultado el nombre de la moderna provincia neerlandesa de Lotharingen). Este último término, formado con el sufijo germánico -ing, que indica relaciones ancestrales o familiares (véase el caso de los "Merovingios" o linaje de Meroveo, y los "Carolingios" o linaje de Carlos), hicieron surgir el término latino Lotharingia (con el sufijo latino -ia, que indica un país) en el siglo X. Derivado del término latino aparecieron en francés nombres como "Lorraine" (Lorena) y "Lothier".

## Francia Media, 843-855
En 817, el emperador Ludovico Pío planeó la división del Imperio carolingio entre sus tres hijos después de su muerte. No se preveía en 817 otro heredero más que los tres hijos crecidos de Ludovico. Un cuarto hijo, Carlos el Calvo, nació de la segunda esposa de Ludovico, Judit de Baviera en 823. Cuando Ludovico intentó en 833 volver a dividir el imperio en beneficio de Carlos, se encontró con la oposición de sus hijos adultos, Lotario, Pipino, y Luis. Le siguió una década de guerra civil y de alianzas fluctuantes, salpicada de breves períodos de paz.
Pipino murió en 838, y Ludovico Pío en 840. Los tres hermanos que quedaban hicieron las paces y dividieron el Imperio con el tratado de Verdún de 843. Lotario, como hijo mayor, mantuvo el título imperial y recibió una larga franja de territorios que iban desde el mar del Norte al sur de Italia. La lógica de la división era que Lotario tenía la corona del reino de Italia, que había sido un subreino con Ludovico Pío, y que como emperador debía gobernar en Aquisgrán, la capital del primer emperador carolingio, Carlomagno, y en Roma la antigua capital de los emperadores. Francia Media incluía así toda la tierra entre Aquisgrán y Roma y a veces los historiadores lo han denominado el "eje lotaringio".

## Reino de Lotaringia, 855-900

División de Lotaringia en 959
Azul: Alsacia, cedida al ducado de Suabia en 925
Naranja: Alta Lorena después de 928
Verde: Baja Lorena después de 977

En 855, cuando Lotario I estaba muriendo en la abadía de Prüm, dividió su reino entre sus tres hijos con el tratado de Prüm. A su hijo mayor, Luis II, fue Italia, con el título imperial. Al más joven, Carlos aún menor, fue Provenza. Al hijo de en medio, Lotario II, fueron los territorios restantes al norte de Provenza, un reino que carecía de unidad étnica o lingüística.
Lotario II gobernó desde Aquisgrán y no se aventuró fuera de su reino. Murió en 869 sin hijos legítimos, y uno ilegítimo (Hugo de Alsacia). Los territorios de Lotaringia se repartieron y se disputaron entre sus vecinos oriental (Francia Orientalis) y occidental (Francia Occidentalis). En el Tratado de Mersen (870), Lotaringia fue repartida por sus tíos, Luis el Germánico (oriental) y Carlos el Calvo (occidental, que quería gobernar toda Lotaringia). Así Lotaringia, como un reino unido, dejó de existir durante algunos años. En 876 Carlos el Calvo invadió Lotaringia oriental con intento de capturarla, pero fue derrotado cerca de Andernach por Luis el Germánico.
En 879 el hijo de Luis, Luis el Joven fue invitado por una facción de la nobleza franca occidental para suceder al rey Luis el Tartamudo, el hijo de Carlos, en el trono de Francia Occidental. Después de una breve guerra, los hijos jóvenes de Luis el Tartamudo, Luis III y Carlomán II, renunciaron a su parte de Lotaringia en favor de Luis el Joven, rey de la Francia Orientalis. La frontera entre los dos reinos se estableció en San Quintín en 880 por el tratado de Ribemont.
En noviembre de 887 Arnulfo de Carintia convocó un concilio de la nobleza franca oriental para deponer al emperador Carlos el Gordo, quien para 884 había sucedido en el trono de todos los reinos del Imperio. La aristocracia lotaringia, en un intento de afirmar su derecho a elegir soberano, se unió a otros nobles francos orientales a la hora de deponer a Carlos el Gordo en 887 y eligieron a Arnulfo como su rey. El gobierno de Arnulfo en Francia Oriental vio la oposición inicialmente de Guido III de Spoleto, que se convirtió en rey de Italia, y de Rodolfo I de Borgoña, quien fue elegido rey en la mitad meridional de lo que antiguamente fue Francia Media-Alta Borgoña. Rodolfo había pretendido hacerse rey sobre todo el antiguo reino de Lotario II, pero tuvo que contentarse con Burgundia (Borgoña).
En 891, Arnulfo derrotó a los vikingos y los desalojó de sus asentamientos en Lovaina. En 895 nombró a su hijo ilegítimo Zuentiboldo como rey de Lotaringia, quien gobernó de forma medio independiente hasta que fue derrocado y muerto por Reginardo el 13 de agosto de 900. El reino entonces dejó de existir y se convirtió en un ducado.

## Ducado de Lotaringia, 900-959
El joven rey de Francia Oriental Luis el Niño en 903 nombró a Gebhard como duque de Lotaringia. Su título fue documentado en latín contemporáneo como dux regni quod a multis Hlotharii dicitur: «duque del reino que muchos llaman de Lotario». Murió en 910 luchando contra los invasores húngaros.
Cuando el no carolingio Conrado I de Alemania fue elegido rey de Francia Oriental en 911, los nobles lotaringios bajo el nuevo duque Reginardo votaron unir su ducado a Francia Occidental, aún gobernada por la dinastía carolingia. En 915 Carlos lo recompensó concediéndole el título de margrave. A Reginardo le sucedió su hijo, Gilberto que usó el título de dux Lotharingiae: «duque de Lotaringia».
Cuando los francos occidentales depusieron a Carlos el Simple en 922, siguió siendo rey de Lotaringia, desde donde intentó reconquistar el reino en 923. Fue capturado y mantenido preso hasta su muerte en 929. En 923 el rey Enrique I el Pajarero usó esta oportunidad e invadió Lotaringia (incluida Alsacia). En 925 los lotaringios a las órdenes de Gilberto escogieron como rey a Enrique el Pajarero. En 930, la lealtad de Gilberto se vio recompensada y recibió la prestigiosa mano de la hija de Enrique, Gerberga en matrimonio.
A la muerte de Enrique en 936 Gilberto se rebeló e intentó cambiar la alianza lotaringia a los francos occidentales, puesto que su rey, Raúl era débil e interferiría menos en los asuntos locales. En 939 el hijo y sucesor de Enrique, Otón, invadió Lotaringia, derrotó —en la batalla de Andernach— a Gilberto, quien se ahogó intentando huir cruzando el Rin.
Los duques de Lotaringia fueron en adelante nombramientos del rey. Enrique I de Baviera fue duque durante dos años, seguido en 941 por el duque Otón, a quien en 944 siguió Conrado. Lotaringia se convirtió en un ducado raíz, cuyos duques tenían un voto en elecciones reales. Mientras los otros ducsdos raíz tenían identidades tribales o históricas, la identidad de Lotaringia era solo política.
El rey Luis IV de Francia Occidental intentó mantener su pretensión a Lotaringia casándose con la viuda de Gilberto y hermana de Otón, Gerberga. A su vez, Otón aceptó el homenaje de Hugo el Grande de Francia Occidental y Herberto II de Vermandois en Attigny en 942. El débil Luis IV no tuvo más remedio que conformarse con la continuada soberanía de Otón sobre Lotaringia. En 944 Francia Occidental invadió Lotaringia, pero se retiró después de que Otón I respondiera con la movilización de un gran ejército a las órdenes de Germán de Suabia.

## Partición de 959 e historia posterior
En 953 el duque Conrado se rebeló contra Otón I, fue removido del poder y reemplazado por el hermano de Otón, Bruno el Grande, quien finalmente pacificó Lotaringia en 959 dividiéndola entre Federico I (que obtuvo la  Alta Lotaringia) y Godofredo I (que se hizo con la Baja Lotaringia), y para afirmar su superioridad se proclamó archiduque. En 978, el rey Lotario de Francia Occidental invadió la región y se adueñó de Aquisgrán, pero el emperador Otón II contraatacó y alcanzó las murallas de París. En 980 Lotario renunció a sus derechos sobre Lotaringia.
La división entre Alta y Baja Lotaringia se mantuvo temporalmente, si bien entre 1033-1043 tuvieron un mismo  duque, Gotelón I. Los margraves pronto convirtieron sus feudos separados en ducados. 
Desde 1047 la historia de Lotaringia se divide entre la del Ducado de Lorena, el arzobispado de Tréveris y los distintos principados feudales del territorio historiográficamente conocido como Flandes.
En el siglo XII la autoridad ducal en Baja Lorena se fragmentó: se formaron entonces los ducados de Limburgo y el Brabante, cuyos señores retuvieron el título duque de Lothier (derivado de «Lotaringia»). La desaparición de la «baja» Lorena hizo del ducado de la Alta Lorena la «Lorena» por antonomasia del Sacro Imperio Romano Germánico.
Después de siglos de invasiones y ocupaciones francesas, Lorena fue finalmente cedida a Francia al final de la guerra de sucesión polaca (1737). En 1766 el ducado se integró en la Corona francesa y se convirtió en Lorena. En 1871, después de la guerra franco-prusiana, la parte de habla alemana de Lorena se fusionó con Alsacia para formar la provincia de Alsacia-Lorena del Imperio alemán. Hoy la mayor parte del lado francés de la frontera franco-alemana pertenece a la Lorena región de Francia.